# Liste der Bodendenkmale in Staufenberg (Niedersachsen)
In der Liste der Bodendenkmale in Staufenberg sind die Bodendenkmale der niedersächsischen Gemeinde Staufenberg aufgeführt. Die Quelle ist der Denkmalatlas Niedersachsen.
- Bitte beachten Sie, dass diese Liste keinen Anspruch auf Vollständigkeit erhebt.
- Die Angaben ersetzen nicht die rechtsverbindliche Auskunft der zuständigen Denkmalschutzbehörde.
- Es sind nur Daten aus dem Denkmalatlas verarbeitet.
- Der Stand der Liste ist der 8. März 2025.

Hann. Münden im Landkreis Göttingen

## Allgemein
In den Spalten finden sich folgende Informationen des Bodendenkmales:
| Lage         | geographische Koordinaten                                                           |
| Bezeichnung  | Bezeichnung lt. Denkmalatlas                                                        |
| Beschreibung | Beschreibung lt. Denkmalatlas                                                       |
| ID           | Objekt-ID                                                                           |
| Bild         | Bild, ggf. zusätzlich mit Link zu weiteren Fotos im Medienarchiv Wikimedia Commons. |

## Kattenbühl
| Lage                        | Bezeichnung              | Beschreibung | ID       | Bild |
| --------------------------- | ------------------------ | --- | -------- | ---- |
| 51° 18′ 54″ N, 9° 44′ 51″ O | Kattenbühl 4, Glashütte  | Erhalten sind mehrere zusammenhängende, kleine haldenartige Erhebungen. L. bis 11 m; H. bis 0,50 m. Fundmaterial weist auf eine Nutzung in der frühen Neuzeit hin. | 28947573 | BW   |
| 51° 18′ 29″ N, 9° 44′ 2″ O  | Kattenbühl 5, Glashütte  | Glashüttenstandort der frühen Neuzeit. Erhalten ist eine sehr große Halde am Hangfuß, direkt nördl. des Wengebaches. L. ca. 60 m, Br. ca. 30 m, H. am Haldenfuß ca. 4 – 5 m. Zum Bach hin ist die Halde steil geböscht. | 28947574 | BW   |
| 51° 19′ 50″ N, 9° 43′ 17″ O | Kattenbühl 7, Glashütte  | Glashütte wohl der frühen Neuzeit. Runder, relativ steil geböschter Hügel, Dm. ca. 9 m, H. ca. 1,50 m. Ca. 5 m NW zwei weitere kleine Hügel, Dm. ca. 4 m, H. ca. 0,50 m. Möglicherweise ehemals größerer Hügel, der bei Waldarbeiten geteilt wurde. | 28947576 | BW   |
| 51° 19′ 45″ N, 9° 43′ 54″ O | Kattenbühl 8, Glashütte  | Glashüttenstandort der frühen Neuzeit. Ist noch nach dem Jahre 1637 urkundlich belegt. Eine halbrunde Halde am NW-Hang bildet eine annähernd waagerechte Terrassenstufe, auf der halbkreisförmig 4 kleinere Erhebungen angeordnet sind, bei denen es sich um die Überreste von Glasöfen handelt. Dm. der Halde ca. 40 m, H. bis 2 m, Dm. der Ofenhügel 4 – 5 m, H. 1 – 1,5 m. Aus der Kuppe des NW Ofenhügels schaut ca. 0,80 m und T. von ca. 0,40 m die N-Seite der Ofenwandung mit anhaftendem Glasschmelz heraus. Bemerkenswert sind mehrere, zum Teil zusammenpassende Bruchstücke von Modeln aus gebranntem Ton, und zwar von Auswendigmodeln (für Rippengläser) wie von Inwendigmodeln (für Achteckgläser). Nach Dokumentation dieser Stelle wurde wegen der bedeutsamen Befundsituation auf die Bergung des Hafengefäßes verzichtet und eine schützende Wiederverfüllung vorgenommen. Typologisch können die Gläserformen und die Keramikreste allgemein in das 17. Jh. datiert werden. | 28947577 | BW   |
| 51° 18′ 24″ N, 9° 44′ 14″ O | Kattenbühl 12, Glashütte | Glashüttenstandort der frühen Neuzeit (16.–17. Jh.). Auf einer Fläche von ca. 30 × 30 m dicht nebeneinander 3 runde, aufgewölbte (Ofen-)Hügel, Dm. 5 – 6 m und H. 0,5 – 0,8 m sowie ein flacherer Hügel ca. 0,30 m H. Direkt am Bach ein weiterer kleiner Hügel von ca. 2 m Dm., der an seinem O Fuß vom Bach unterspült wird. Auf den sehr gut erhaltenen und gut erkennbaren Hügeln sind kleinere Sandsteine von bis zu 0,50 m L. abgelagert. | 28947580 | BW   |

## Landwehrhagen
| Lage                        | Bezeichnung               | Beschreibung | ID       | Bild |
| --------------------------- | ------------------------- | --- | -------- | ---- |
| 51° 21′ 3″ N, 9° 34′ 6″ O   | Landwehrhagen 1           | Durchmesser ca. 15 m und Höhe ca. 0,5 m. Rund, stark abgeflachte Kuppe. Auslaufender Rand. Klar vom umliegenden Gelände abzeichnend. Im Zentralbereich und am SW-Rand flache Einsenkungen. Deutliche Fahrspuren am westlichen Fuß. | 28981346 | BW   |
| 51° 21′ 23″ N, 9° 34′ 0″ O  | Landwehrhagen 2           | Durchmesser ca. 17 m und Höhe ca. 0,8 m. Rund, am westlichen Rand auch Sandsteinblöcke sichtbar. Hoch gewölbt. Randbereiche im Osten geländebedingt flach auslaufend, sonst deutlich abgesetzt. Ca. 0,8 m tiefe Eingrabung im nördlichen Gipfelbereich. Westlich des Hügels Einkuhlung. | 28981345 | BW   |
| 51° 21′ 26″ N, 9° 34′ 12″ O | Landwehrhagen 3           | Durchmesser ca. 13 m und Höhe ca. 0,8 m. Rund Stein mit Erde durchsetzt. Hochgewölbt; Randbereiche abgesetzt. Liegende, größere Steinplatte im östlichen Bereich. Im Gipfelbereich ein Grabungsloch von ca. 0,70 m Tiefe und Größe von 1 × 1 m mit ausgeworfenen faust- bis kopfgroßen Sandsteinblöcken und -platten. | 28981347 | BW   |
| 51° 20′ 5″ N, 9° 35′ 41″ O  | Landwehrhagen 15, Schanze | Ursprünglich sternförmige Schanze mit vier Zacken, von einem Graben umgeben. Erhalten ist die westl. Bastion, der südwestl. steile Innenwall sowie der Graben an der ganzen westl. Seite. Die Seiten-L. der Schanze dürfte ca. 30 m gewesen sein. Höhenunterschied Bastion-Grabensohle 2,5 m. Innenfläche leicht wellig. Ein sichelförmiger Wall muss neueren Ursprungs sein. Östl. Seite einplaniert. Der teils noch wasserführende Graben ist stark verlandet und verfüllt mit Ackerabfällen. An den Enden flach auslaufend. | 28994057 | BW   |

## Lutterberg
| Lage                        | Bezeichnung               | Beschreibung | ID       | Bild |
| --------------------------- | ------------------------- | --- | -------- | ---- |
| 51° 21′ 52″ N, 9° 36′ 39″ O | Lutterberg 1, Steinkreuz  | Lateinisches Kreuz aus Sandstein. Maße 0,60 × 0,64 × 0,19 m. Auf Kopf-Oberseite ein eingemeißeltes Kreuzchen, im Kreuzungsfeld eine 10. Hiernach zu urteilen, hat das Kreuz zeitweilig als Grenzmarke gedient. Kreuzarme an den Enden leicht abgerundet, sonst gut erhalten. Ein alter Haudegen solle unter ihm begraben liegen, der im Siebenjährigen Krieg gefallen war und angeblich wegen seines sündhaften Lebenswandels keine Ruhe im Grab finden konnte. | 28989551 | BW   |
| 51° 22′ 19″ N, 9° 37′ 6″ O  | Lutterberg 13, Steinkreuz | Steinkreuz aus Sandstein. 1982 bei Kabelarbeiten in 0,60 m T. gefunden. | 28989644 | BW   |

## Sichelnstein
| Lage                       | Bezeichnung                            | Beschreibung | ID       | Bild           |
| -------------------------- | -------------------------------------- | --- | -------- | -------------- |
| 51° 21′ 2″ N, 9° 38′ 16″ O | Sichelnstein 1, Burgruine Sichelnstein | Umfassungsmauer als Ruine erhalten. Die tief eingeschnittenen Bachläufe dienten als Burggraben. Der bebaute Sporn misst ca. 30 × 30 m. Nach Auswertung älterer Karten und ortografischer Luftbilder sowie der Befragung älterer Einwohner Begehung der Anlage durch K. Grote 1998. Demnach bestand die Burg aus der heute noch erhaltenen schildförmigen Hauptburg, die direkt nördl. durch einen inneren, heute vollständig verfüllten Halsgraben geschützt war. Dieser Graben war zur Zeit der Aufnahme von Oppermann/Schuchhardt um ca. 1900 noch nahezu komplett erhalten. Die nördl. anschließende Vorburg hatte eine Fläche von etwa 50 × 70 m und war durch einen heute eingeebneten und bebauten Wall mit Außengraben befestigt. Nach Autopsie der Innenseite der aus Basalt und Sandstein errichteten, noch etwa 8 – 10 m hoch erhaltenen, Hauptburgumfassungsmauer ein mehrgeschossiger Palas mit Kamin an der N-Seite der Burg neben dem Haupteingang mit Zugbrücke. Nebengebäude standen offensichtlich an der W- und der S-Seite der Hauptburg. Heute zeigt sich die Burg als gut erhaltene sanierte Ruine. | 28989646 | Weitere Bilder |

## Speele
| Lage                       | Bezeichnung          | Beschreibung | ID       | Bild |
| -------------------------- | -------------------- | --- | -------- | ---- |
| 51° 23′ 3″ N, 9° 34′ 37″ O | Speele 15, Grabhügel | Durchmesser ca. 12 m und Höhe ca. 0,7 m. Rund. In der humosen Oberfläche locker liegende Sandsteinbrocken und -platten. Ebenmäßig hochgewölbt mit abgeflachter Kuppe. Im Südwesten Randbereich stärker abgesetzt, ansonsten auslaufend. Sich erhaben vom umliegenden Gelände abzeichnend. Guter Erhaltungszustand. | 28981344 | BW   |

## Spiekershausen

### Spiekershausen 1
- ID:28991563
- Grabhügelfeld. Fünf gesicherte Grabhügel in vereinzelter Lage, rund und deutlich gewölbt, aus Sandsteinen mit schwankendem Erdanteil aufgebaut (Stein-/Erdhügel). Dazwischen flache, unförmige Steinhügel; unförmige Erdhügel; eine Steinreihe. Grabhügel teilweise gestört. Ein möglicher Grabhügelrest im Acker. Nach Jünemann Bronzezeit, mit Nachbestattungen.

| Lage                       | Bezeichnung      | Beschreibung | ID       | Bild |
| -------------------------- | ---------------- | --- | -------- | ---- |
| 51° 21′ 4″ N, 9° 33′ 56″ O | Spiekershausen 1 | Größe ca. 17 × 20 m und Höhe ca. 1,3 – 1,5 m. Oval, hoch aber unregelmäßig gewölbt mit auslaufenden Randbereichen, stark abgeflach. Plattige Sandsteine freiliegend. Nach Westen steil, nach Osten flach auslaufend. 1958 rekonstruiert. Allgemein bronzezeitlich mit vermutlichen Nachbestattungen.       | 28981349 | BW   |
| 51° 21′ 2″ N, 9° 34′ 1″ O  | Spiekershausen 2 | Maße und Form nicht mehr feststellbar. Eine Ansammlung von Sandsteinblöcken und -platten bis 0,5 × 0,7 m Größe sichtbar. Innerhalb einer O-W verlaufenden Mulde. Es dürfte im SW-Bereich noch ein Teil erhalten sein, möglicherweise auch Aushub. Gesamteindruck stark gestört. Vermutlich bronzezeitlich. | 28981348 | BW   |

## Wissmannshof
| Lage                        | Bezeichnung                | Beschreibung | ID       | Bild |
| --------------------------- | -------------------------- | --- | -------- | ---- |
| 51° 23′ 13″ N, 9° 35′ 15″ O | Wissmannshof 1, Grabhügel  | Durchmesser ca. 6 m und Höhe ca. 0,7 m. Rund, ebenmäßig hoch gewölbt. Keine Steine erkennbar. Abgesetzte Ränder. Sich markant von umliegenden Gelände abzeichnend. Guter Erhaltungszustand. Laut Aussage von Gutsbesitzer Cammert möglicherweise früher einmal geöffnet worden sein. Funde sind nicht bekannt. | 28981350 | BW   |
| 51° 23′ 25″ N, 9° 35′ 23″ O | Wissmannshof 2, Grabhügel  | Durchmesser ca. 5 m und Höhe ca. 0,4 m. Rund, ebenmäßig flach gewölbt. Wenige faustgroße Sandsteinbrocken sichtbar. Schwach abgesetzte Randbereiche. Markant vom übrigen Gelände abzeichnend. Baumstümpfe, sonst frei von Störungen. | 28981356 | BW   |
| 51° 23′ 28″ N, 9° 35′ 24″ O | Wissmannshof 3, Grabhügel  | Durchmesser ca. 4 m und Höhe ca. 0,4 m. Annähernd rund. NO-SW-Ausrichtung. Faust- bis kopfgroße Sandsteinbrocken und -platten. Deutlich abgesetzte Ränder. Im SW Randbereich geländebedingt etwas verstürzt liegende Steinpackung. | 28981351 | BW   |
| 51° 22′ 35″ N, 9° 35′ 2″ O  | Wissmannshof 8, Grenzstein | Grenzstein aus rotbraunem Sandstein mit halbrundem Oberteil. Beschriftung des Grenzsteines, N-Seite: Monogramm des Klosters Hilwartshausen, bestehend aus zwei zusammengezogenen H, darunter in 3 Zeilen HILWARTSHAUSEN, 1. Zeile (H) I L W, 2. Zeile A R T S H, 3. Zeile A U SE N, Schrift z.t. verwittert. S-Seite: Wappenschild, unten spitz auslaufend, nach Auskunft des Ortsheimatpflegers H. Wollmert, Landwehrhagen, enthält der obere Teil 1/2 Löwen, der wahrscheinlich Bestandteil des Wappens derer von Dalwigk ist. Sie waren hier von 1410 bis 1836 Lehnsinhaber großer Besitzungen. Darunter in drei Zeilen 1501 (höchstwahrscheinlich Jahreszahl), W (vermutlich Familie Wissmann), 8 (vermutlich Grenzstein-Nr.). | 28955384 | BW   |